# Ken Griffey Jr.'s Slugfest
Ken Griffey Jr.'s Slugfest és un videojoc de beisbol per la Nintendo 64 i Game Boy Color. Va ser llançat el 1999. És la continuació de Ken Griffey Jr. Presents Major League Baseball, llançat per Super Nintendo, que també té continuació, Ken Griffey Jr.'s Winning Run, també per Super Nintendo.
Aquest joc va ser ben rebut per la crítica.